# Coche bomba

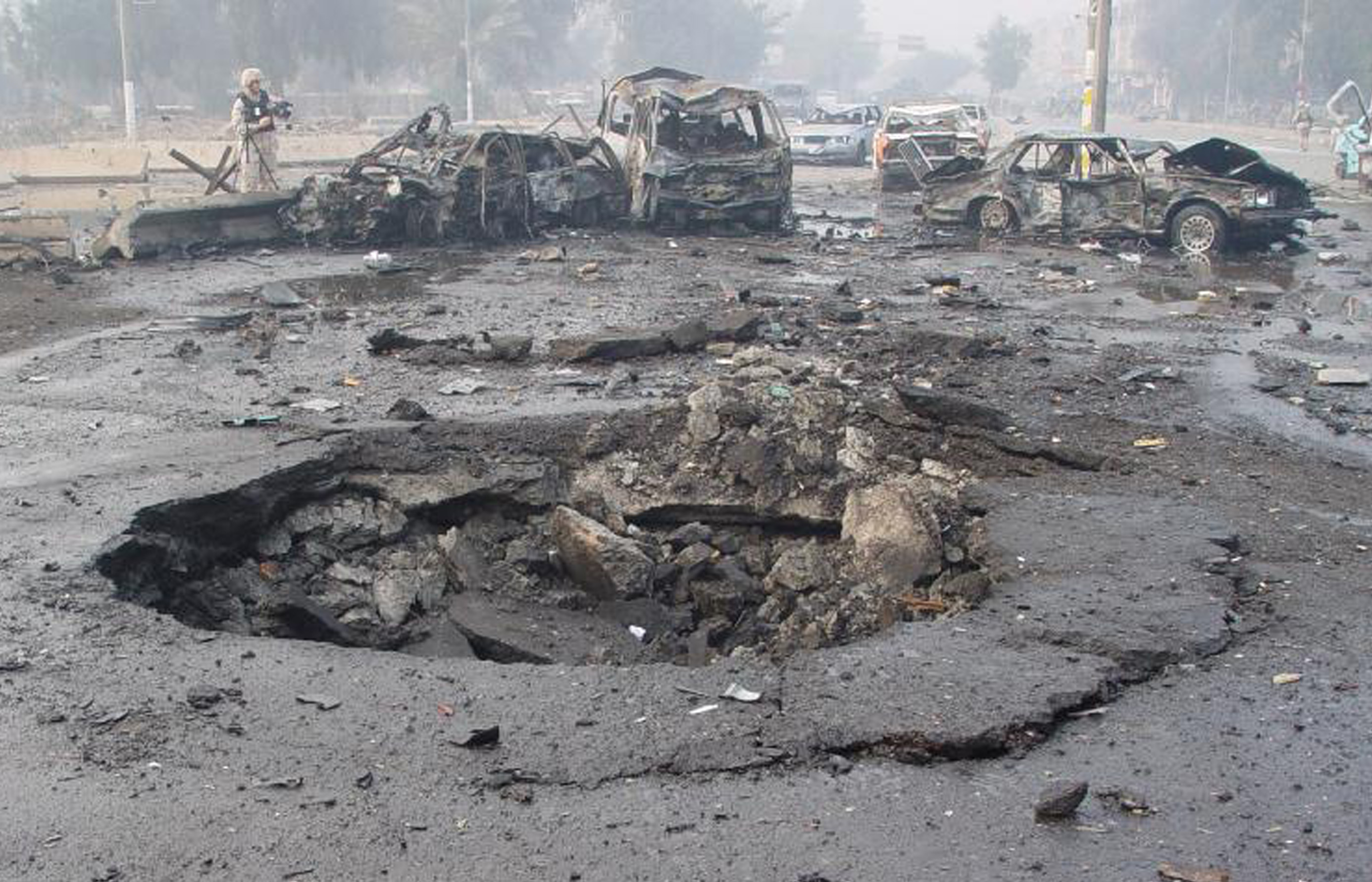
El resultado de un coche bomba en Irak.

Un coche bomba o carro bomba es un vehículo automotor (coche, camión, etc.) en cuyo interior se ha colocado una bomba o artefacto explosivo. La técnica del coche bomba suele ser usada por terroristas, narcotraficantes, guerrillas y otros bandas criminales, ya que se desplaza usando su propio mecanismo de transporte, pudiendo transportar una gran cantidad de explosivos sin levantar sospechas, para luego ser detonado en un sitio específico para hacer el máximo daño a una estructura, una barrera, o cometer homicidio.

## Técnicas

### Combate
En técnicas de combate causa gran daño debido a que como arma no convencional, en algunas ocasiones pasa desapercibida para las fuerzas de control (Policía, Ejército) debido a la estructura del vehículo se pueden ocultar grandes cargas de explosivos, además de utilizar su sistema de transporte permite llevar la carga explosiva cerca al objetivo final del ataque. 
Esta técnica es preferida por guerrillas o cárteles de narcotraficantes debido a que su uso final puede variar y utilizarse como elemento de distracción o como golpe contundente al objetivo del ataque:
- Elemento de distracción,[1] normalmente la carga explosiva es activada por control remoto para destruir a elementos de la Fuerza de Control que intenten desactivarlo, en este caso el vehículo es a todas luces sospechoso y no trata de camuflarse con los demás.
- Golpe contundente,[2] normalmente su uso son estructuras como edificios gubernamentales, militares o civiles u otros vehículos que pasan cerca. El coche bomba a diferencia como elemento de distracción, se encuentra camuflado y trata de pasar desapercibido.

En Medio Oriente es comúnmente utilizada la técnica de suicidio del mismo conductor al explotar la carga sobre el objetivo o al ser descubierto.
En algunos casos, los coches bomba van acompañados por una motocicleta adelante, también conducida por un suicida, con un arma ligera y automática que intenta abrirle camino al coche bomba.
Debido a la complejidad en su fabricación y su rechazo en el público en general, además que una vez efectuado el ataque es posible llegar hasta el autor material e intelectual del hecho, normalmente los Coche Bomba no son tan comunes y son solo utilizados para tratar de dar golpes certeros que bajen la moral de las Fuerzas de Control.

### Asesinatos
En técnicas de asesinato tiene casi que igual forma de proceder a las de combate, pero el ataque se centra no sobre Fuerzas de Control sino sobre personas asociadas a los gobiernos, figuras públicas o militares importantes. En esta técnica en algunas ocasiones la víctima lleva la carga explosiva en su propio vehículo y la misma es activada por mecanismo de encendido o a control remoto.

## Variaciones

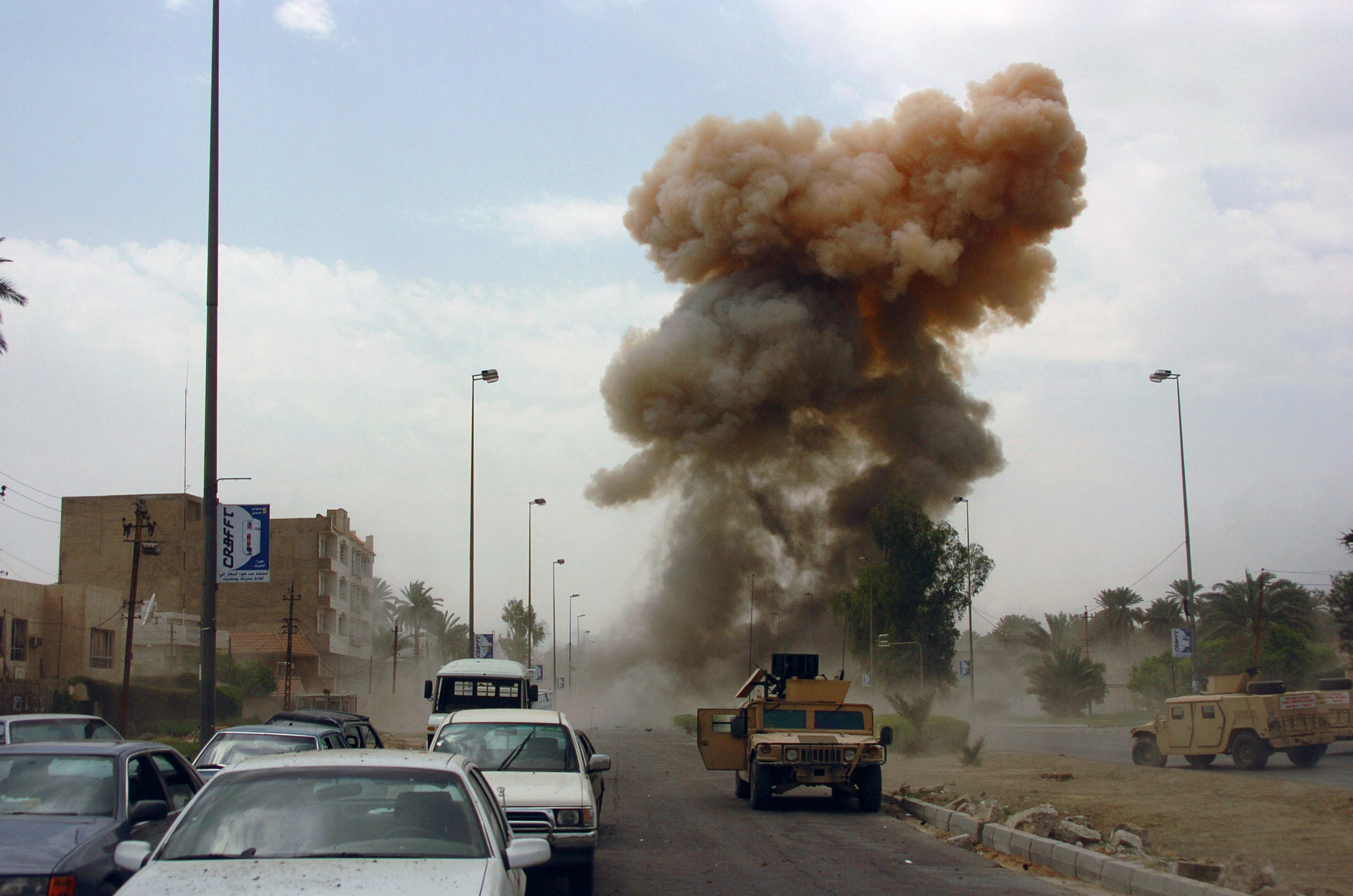
Explosión de un coche bomba al sur de Irak.

Los camiones bomba pueden atravesar barreras con más facilidad y pueden llevar una cantidad mucho mayor de explosivos. Algunas veces también se han llegado a usar autobuses, motocicletas y bicicletas bomba.

## Defensa
En los asesinatos es más común fijar una bomba lapa en los bajos del coche. En estos casos, la bomba explota cuando el objetivo se aproxima o cuando pone su coche en marcha o, con frecuencia, poco tiempo después de ponerlo en marcha, asegurando así que el objetivo está dentro del coche. Por esta razón, los escoltas comprueban a menudo los bajos de los vehículos con un espejo alargado que esta asido a una varilla.
La defensa contra los coches bomba requiere mantener los coches alejados de los edificios usando medianas o barreras similares y endurecer los edificios para resistir una explosión.
Otra defensa consiste en realizar retenes móviles de agentes de seguridad, ya sean policías o militares en los caminos que puedan ser sensibles a actos terroristas, se utilizan espejos para revisar debajo del coche o una revisión minuciosa al vehículo, para esta tarea se emplean en algunas ocasiones perros adiestrados para encontrar explosivos o narcóticos.